# Henri-Charles Plaut
Henri-Charles Plaut (Parigi, 1819 – post 1870) è stato un fotografo francese.

## Biografia
Sono piuttosto scarse le informazioni che abbiamo sulla sua vita. Sappiamo che era cognato del fotografo Ernest Ladrey (1830-1889), attivo a Parigi dal 1860, e che la prima data certa di cui disponiamo è il 1851 come ritrattista che svilupperà anche in seguito, tenuto conto della moda delle carte de visite. Successivamente sarà apprezzata anche la sua attività relativa alla fotografia stereoscopica.
Le sue stereoscopie saranno oggetto di numerose notizie da parte della rivista La Lumière che riporta mostre e recensioni delle fotografie di Plaut, spesso in maniera entusiastica.
Plaut eseguì una numerosa serie di stereoscopie, come fotografo itinerante tra il 1857 e il 1867, in Italia, Spagna, Francia, Olanda, Inghilterra, Svizzera ed altri paesi.
Plaut si dedicò anche a miglioramenti tecnici del dagherrotipo, inventando “châssis multiple à papier sec” (1852); una sorta di colorazione a base di cera da applicare alla fotografia (1855); uno strumento per ingrandire le immagini ecc. Per queste sue invenzioni, tutte brevettate, oltre a darne notizia su La Lumière, vinse una medaglia all'Exhibition of the Industry of All Nations a New York nel 1854 e all'Esposizione Universale di Parigi nel 1867.
Nonostante la storiografia sembri dimenticarlo, i contemporanei lo collocarono accanto a Hippolyte Bayard, Henri Le Secq, Charles Nègre, Joseph Vigier.

## Catalogo delle opere di Plaut
- Catalogue des Collection d'Épreuves stéreoscopiques de la Maison H. Plaut Eigenverlag, 1865. Il catalogo è suddiviso per paese e per soggetto[1].

## Galleria d'immagini

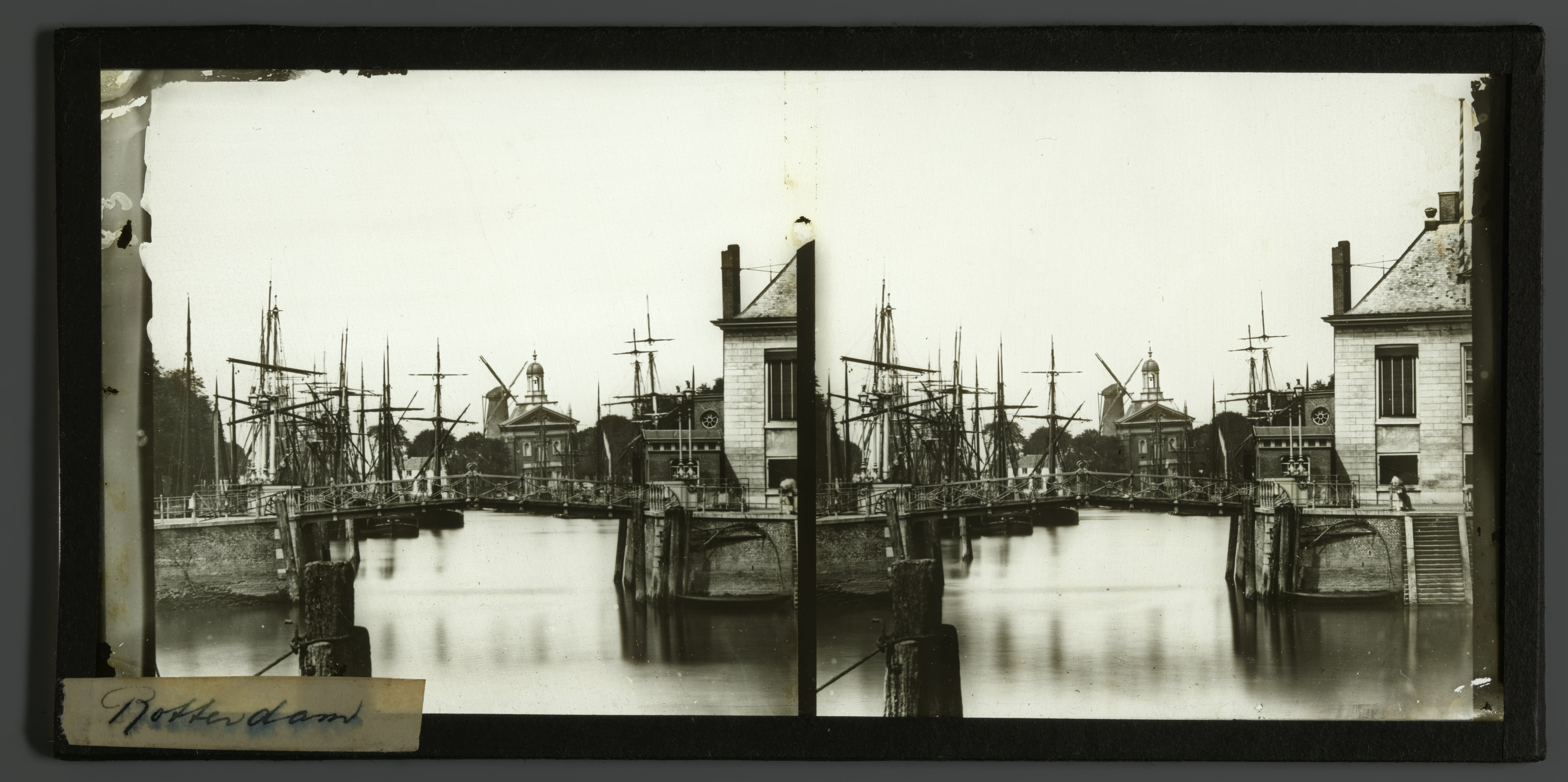
Rotterdam, 1858
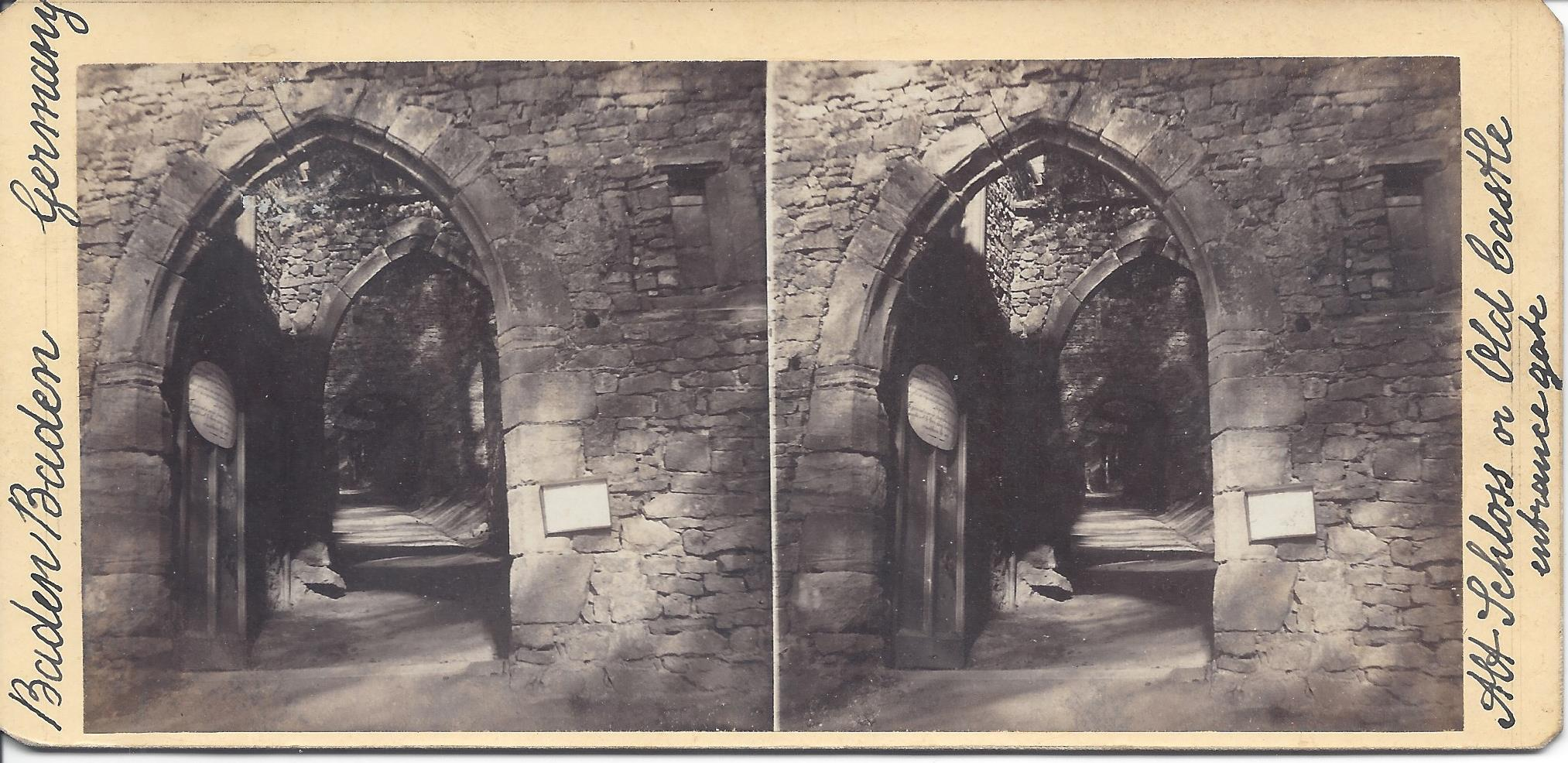
Porta di ingresso del vecchio castello, Baden Baden, 1859
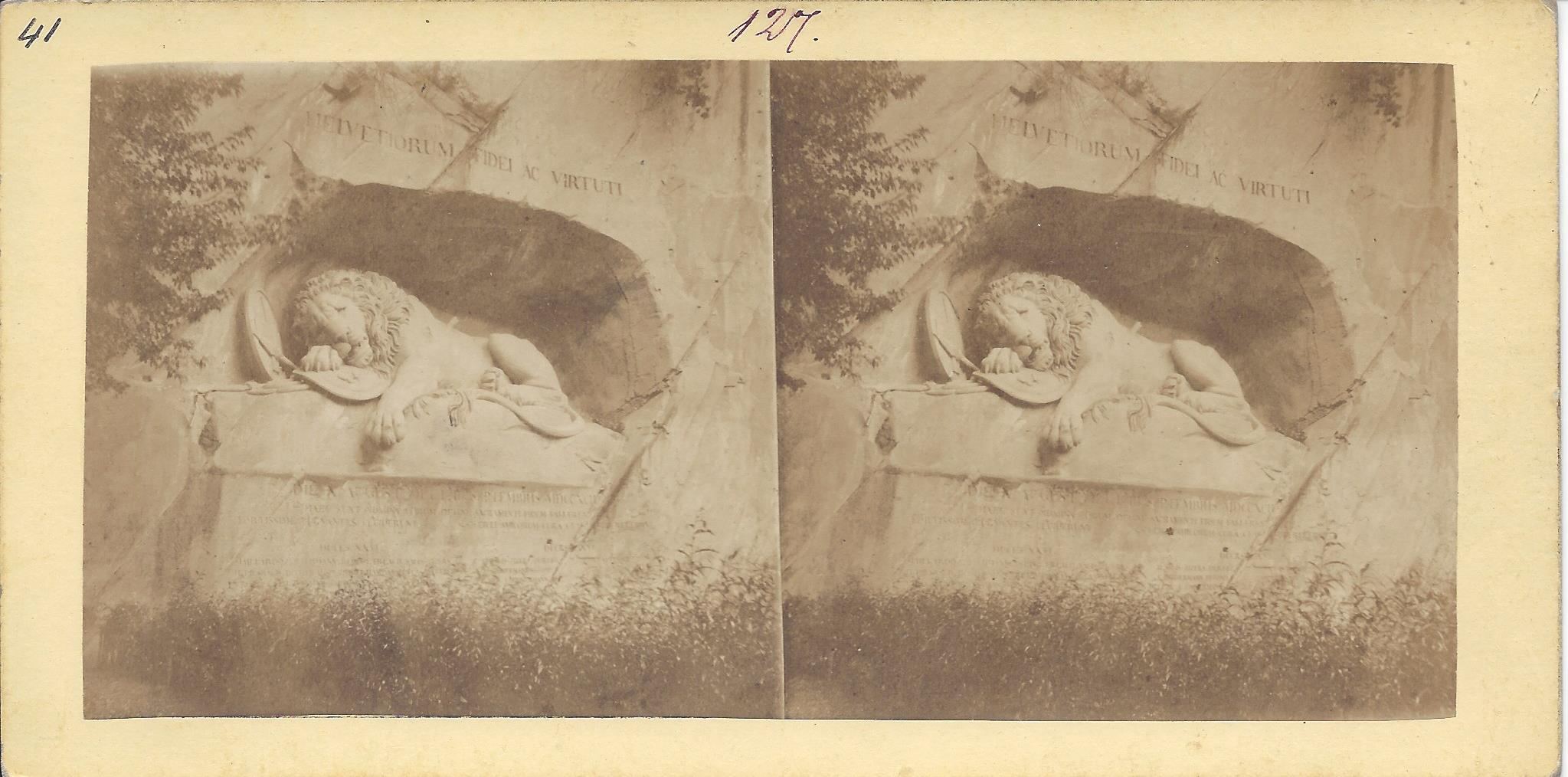
Il leone di Lucerna, 1859
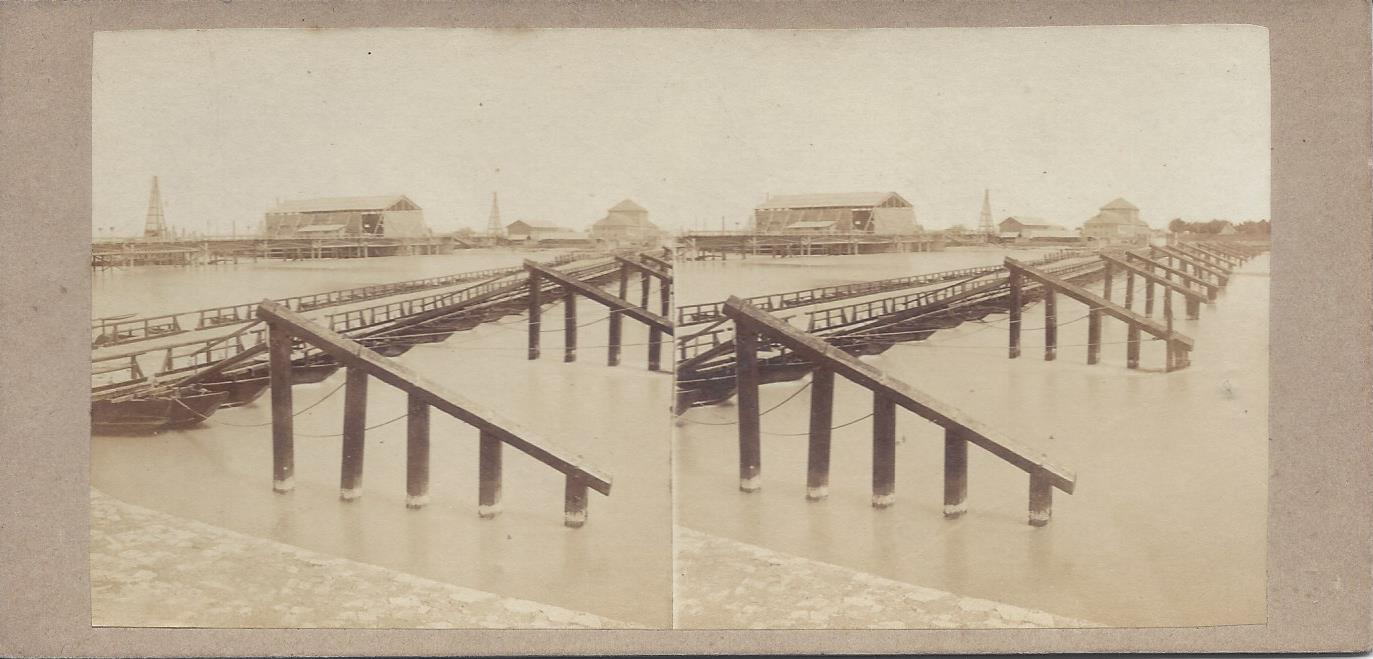
I ponti sul fiume Reno, 1859
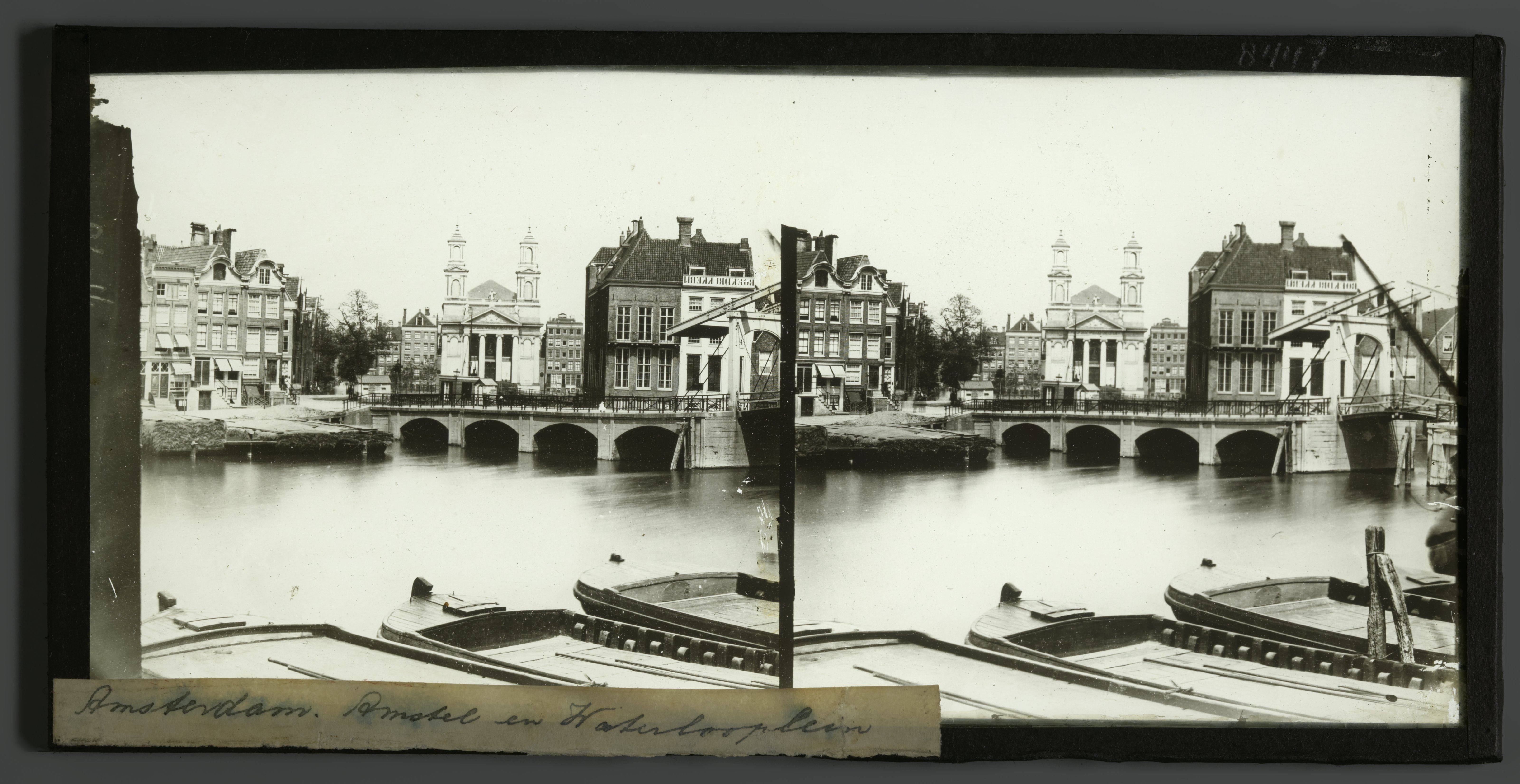
Amsterdam, 1860 circa
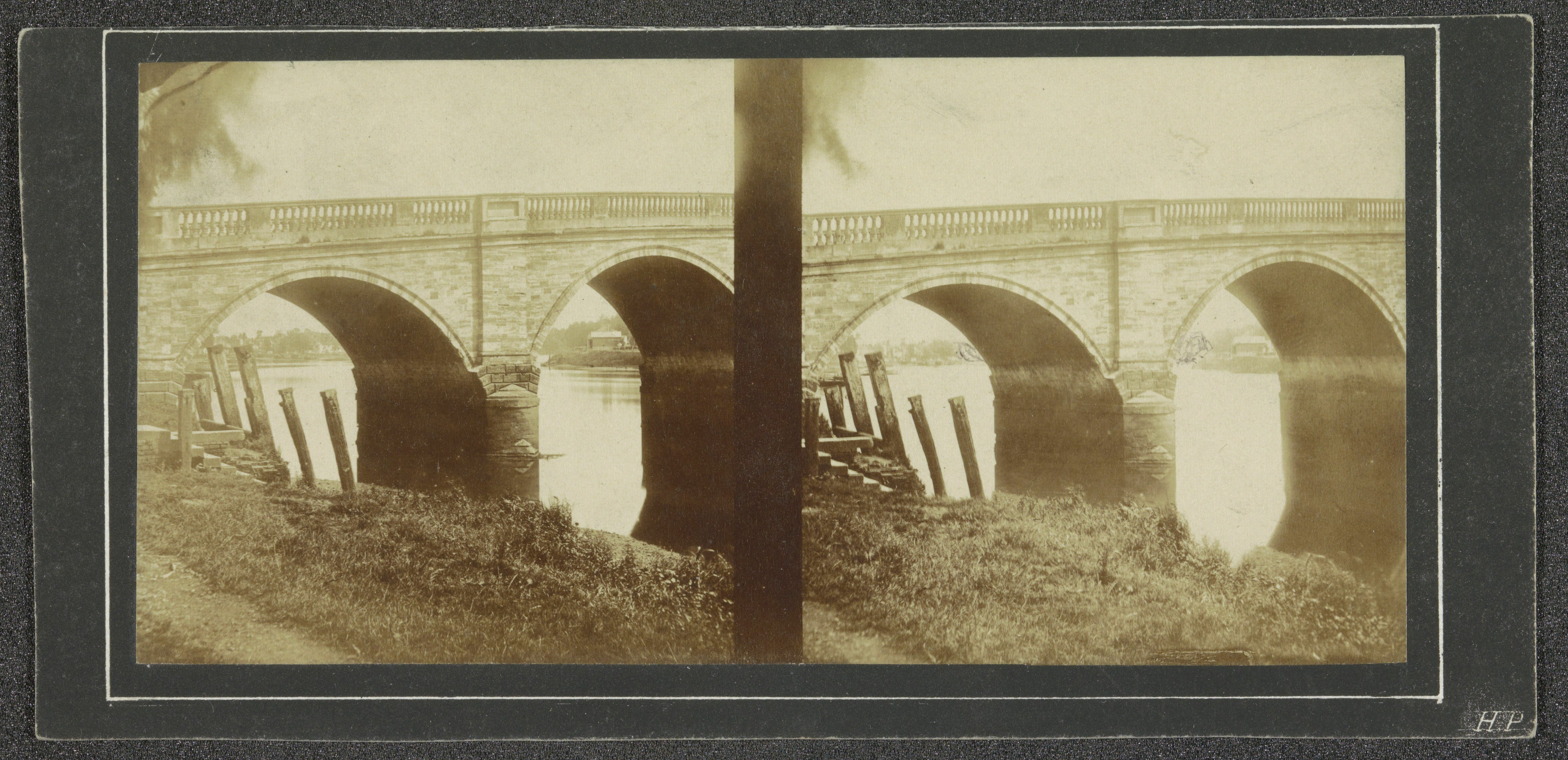
Ponte con una barca ricopert d'erba, Olanda, 1864